# Břečťany v Lokti
Břečťany v Lokti jsou dva staré plodné památné stromy v Lokti v okrese Sokolov v Karlovarském kraji, které se pnou po skále, ve které byla vybudována loketská čistírna odpadních vod. Břečťany (Hedera helix) mají bohatě rozvětvené kmínky a vytvářejí na tmavé skále krásný ornamentní reliéf. Za památné stromy byly vyhlášeny v roce 1993 pro jejich významný vzrůst. Jedná se o dendrologicky cenné taxony, významné stářím.

## Stromy v okolí
- Dub ve Starém Sedle
- Dub ve Vintířově
- Topol v zatáčce
- Lípa u pomníčku v Hruškové